# داريل ستيفنز
داريل ستيفنز (بالإنجليزية: Darryl Stephens)‏ هو ممثل أمريكي، ولد في 7 مارس 1974 بباسادينا في الولايات المتحدة.

## أعمال

### مسلسلات
- رجلان ونصف

## وصلات خارجية
- داريل ستيفنز على موقع IMDb (الإنجليزية)
- داريل ستيفنز على موقع ألو سيني (الفرنسية)
- داريل ستيفنز على موقع أول موفي (الإنجليزية)
- داريل ستيفنز على موقع إن إن دي بي (الإنجليزية)
- داريل ستيفنز على موقع قاعدة بيانات الفيلم (الإنجليزية)
- داريل ستيفنز على موقع كينوبويسك (الروسية)